# Étienne de Longchamps
Étienne de Longchamps (lat.: Stephanus de Longo Campo, engl.: Stephen Longchamp; † 27. Juli 1214 bei Bouvines) war ein französischer Ritter und Burgherr im 12. und 13. Jahrhundert. 
Étienne entstammte einer niederen normannischen Adelsfamilie, die ihre Ursprünge in der Gemeinde Longchamps (heute im Département Eure) hatte. Seine Eltern waren der Ritter Hugues de Longchamps und dessen Frau Eva, die vermutlich aus der Lacy-Familie stammte. Einer seiner Brüder war Guillaume de Longchamps († 1197), der sehr früh ein enger Vertrauensmann von Richard Löwenherz geworden und von diesem 1189 zum Bischof von Ely ernannt worden war. Über seinen Bruder dürfte auch Étienne in das Gefolge Richards gelangt sein, der ihn zu einem seiner Ritter machte. Während sein Bruder zum Lordkanzler von England aufgestiegen war, nahm er am Dritten Kreuzzug teil und kämpfte bei der Belagerung von Akkon. Nach der Einnahme von Akkon wurde Étienne am 21. August 1191 zusammen mit Bertram de Verdun zum Kommandanten der Stadt ernannt, während Richard Löwenherz mit dem restlichen Heer am Tag darauf nach Jaffa weiterzog. 1192 schloss er sich wieder dem Hauptheer an und zeichnete sich beim Kampf um Beit Nuba (Betenoble) aus.
Verheiratet war Étienne mit der anglo-normannischen Adligen Alice de Gailly, die ihm das Gut Mutfort in Suffolk und die Burg Baudemont im normannischen Vexin in die Ehe brachte. Für Richard Löwenherz kämpfte er im Krieg gegen Philipp II. August, aber im Frieden von Louviers (1196) trat Richard seine Lehnsherrschaft über das Vexin an den französischen König ab, weshalb Étienne nun diesem für Baudemont huldigen musste. Er blieb aber im Gefolge Richards und diente nach dessen Tod 1199 zunächst auch dessen Bruder, König Johann Ohneland. In den nächsten Jahren aber distanzierte er sich wie die meisten anderen Vasallen auf dem französischen Festland von Johann Ohneland und ging 1204 ganz auf die Seite Philipps II. August über, als dieser die Normandie eroberte, was ihm den Besitz von Mutford kostete.
Fortan diente Étienne dem König von Frankreich, von dem er 1213 Landschenkungen im Pays d’Auge erhielt. An dessen Seite kämpfte er am 27. Juli 1214 in der Schlacht bei Bouvines und wurde dabei getötet, als ihn der Hieb eines Messers durch den Sehschlitz seines Helmes in den Kopf traf. Von Wilhelm Brito wurde er als tapferer, hingebungsvoller und loyaler Ritter (miles probus et fidei integræ) beschrieben.